# Phragmodiaporthe
Phragmodiaporthe es un género de hongos en la familia Melanconidaceae.